# Elvis (film, 2022)
Elvis är en amerikansk-australisk biografisk musikal- och dramafilm från 2022. Filmen är regisserad av Baz Luhrmann, som även skrev manus tillsammans med Sam Bromell, Craig Pearce och Jeremy Doner.
Filmen hade biopremiär i Sverige den 29 juni 2022, utgiven av Warner Bros.

## Handling
Filmen utforskar sångaren och skådespelaren Elvis Presleys liv och karriär, från hans tidiga dagar som barn till att han blev en rock'n'roll- och filmstjärna, såväl som till hans komplexa förhållande till sin manager Tom Parker.

## Rollista (i urval)
| - Austin Butler – Elvis Presley - Chaydon Jay – Elvis Presley som ung - Tom Hanks – överste Tom Parker - Helen Thomson – Gladys Presley - Richard Roxburgh – Vernon Presley - Olivia DeJonge – Priscilla Presley - Luke Bracey – Jerry Schilling - David Wenham – Hank Snow | - Kelvin Harrison Jr. – B.B. King - Xavier Samuel – Scotty Moore - Kodi Smit-McPhee – Jimmie Rodgers Snow - Kate Mulvany – Marion Keisker - Josh McConville – Sam Phillips - Yola Quartey – Sister Rosetta Tharpe - Alton Mason – Little Richard - Gary Clark Jr. – Arthur Crudup |